# Tres mujeres altas
Tres mujeres altas (Three Tall Women en su título original) es una obra de teatro en dos actos del dramaturgo estadounidense Edward Albee estrenada en 1991.

## Argumento
La obra recrea las relaciones personales entre tres mujeres, referidas como A, B y C. La primera es una anciana que ronda los 90 años, acaudalada, despótica y con síntomas leves de enfermedad de Alzheimer. La segunda, en la cincuentena, en su cuidadora, cínica y despegada. C tiene 26 años y representa a una firma de abogados que hace presencia por los recurrentes impagos, por negligencia, de A.
La obra se abre con los tres personajes principales juntos en el dormitorio de A, quien se dedica a narrar historias sobre juventud. B le sigue la corriente y C intenta introducir en la conversación el asunto legal que le ha llevado a la casa, aunque sin demasiada fortuna. C llama la atención sobre algunas contradicciones en el relato de A, pero B, aconstumbrada, le aclara que es producto de la mente, ya algo confusa de la anciana. El Acto I finaliza cuando A sufre un ataque cardiovascular.
En el Acto II A es representado por un maniquí que yace sobre la cama. A, B, y C ya no son las identidades separadas del primer acto, sino la representación de A en diferentes momentos de su vida (las edades correspondientes a las A, B, y C del primer acto). La mayor parte del acto escenifica una interactuación entre las tres edades del personaje. 
En un momento determinado, el hijo de la mujer viene a sentarse junto al maniquí. La obra termina con un debate entre A , B y C sobre el momento más feliz de su vida. A tiene la última palabra y sentencia que el momento más feliz es cuando todo está ya hecho y podemos finalmente deternernos.

## Representaciones destacadas
El estreno mundial tuvo lugar el 14 de junio de 1991, en el English Theater de la ciudad de Viena, interpretada por Myra Carter (A), Kathleen Butler (B) y Cynthia Bassham (C).
En Nueva York, se estrenó en abril de 1994 en el Promendade Theatre del Off-Broadway, con Myra Carter, Marian Seldes y Jordan Baker en los tres papeles de la obra.
En su representación londinense, en noviembre de 1994, la dirección corrió a cargo de Karel Reisz y la interpretación de Maggie Smith (A), Francés de la Tour (B) y Anastasia Hille (C).
La obra se estrenó en el Teatro Lara de Madrid en 1995, en versión de Vicente Molina Foix, con dirección de Jaime Chávarri e interpretación de María Jesús Valdés (A), Magüi Mira (B) y Silvia Marsó (C).
Otros países de habla hispana en los que se ha representado han sido Argentina (Teatro Blanca Podestá, Buenos Aires, dirigida por Inda Ledesma, con María Rosa Gallo, Leonor Benedetto y Carola Reyna), Chile (Teatro de la Universidad Católica de Chile, Santiago, 1996, dirigido por Ramón Núñez Villarroel, con Paz Yrarrázaval, Liliana Ross y Aline Kuppenheim), México (Ciudad de México, 1997, dirigida por Sandra Félix y con Carmen Montejo, Blanca Sánchez e Isela de Villers) y Uruguay (Teatro Alianza, Montevideo, 1991, dirigida por Nelly Goitiño, con Estela Medina, Gloria Demassi y Alejandra Wolff).
En lengua alemana (Drei große Frauen) se estrenó en el Stadttheater de Würzburg, en marzo de 1995. La actriz alemana Nina Hoss ha interpretado a C en la versión alemana.
El montaje francés (Trois femmes grandes) tuvo lugar en el Théâtre de l'Atelier, de París, en 1996 y fue dirigido por Jorge Lavelli, estando formado el elenco de actrices por Denise Gence, Françoise Brion y Judith Godrèche.
Estrenado igualmente en 1996 en el Teatro della Cometa de Roma, como Tre donne alte, con Marina Malfatti, Fiorenza Marchegiani y Gea Lionello, dirigidas por Luigi Squarzina.

## Premios
- Premio Pulitzer a la mejor obra dramática (1994).